# Andrzej Brzeziński
Andrzej Brzeziński es un deportista polaco que compitió en piragüismo en la modalidad de eslalon. Ganó cuatro medallas de plata en el Campeonato Europeo de Piragüismo en Eslalon entre los años 2013 y 2017.

## Palmarés internacional
| Campeonato Europeo | Campeonato Europeo             | Campeonato Europeo | Campeonato Europeo |
| Año                | Lugar                          | Medalla            | Competición        |
| ------------------ | ------------------------------ | ------------------ | ------------------ |
| 2013               | Cracovia (Polonia)             | Medalla de plata   | C2 por equipos     |
| 2016               | Liptovský Mikuláš (Eslovaquia) | Medalla de plata   | C2 por equipos     |
| 2017               | Tacen (Eslovenia)              | Medalla de plata   | C2 individual      |
| 2017               | Tacen (Eslovenia)              | Medalla de plata   | C2 por equipos     |